# Promsvyazbank
Promsvyazbank (PSB) est une banque russe.

## Histoire
Le 22 février 2022, le Royaume-Uni sanctionne Promsvyazbank et quatre autres banques russes à la suite de l'invasion de l'Ukraine par la Russie en 2022, suivi le 24 février 2022 par les États-Unis qui sanctionnent également une autre banque publique Vnesheconombank.